# Рольова гра (психологія)
Рольова гра — зміна власної поведінки, щоб взяти на себе певну роль, несвідомо виконувати соціальну роль або свідомо виконувати прийняту роль. У той час як Оксфордський словник англійської мови пропонує визначення рольової гри як «зміни поведінки людини для виконання соціальної ролі», у сфері психології цей термін використовується більш вільно в чотирьох значеннях:
- посилатися на виконання ролей, як правило, у театрі чи освітньому середовищі;
- посилатися на взяття ролі персонажа чи особи та розігрування її з партнером/партнеркою, яка/який виконує чиюсь роль, часто залучаючи різні жанри практики;
- для позначення широкого спектру ігор, включаючи рольові відеоігри (RPG), ігри поштою тощо;
- для опису конкретних рольових ігор.[1]

## Розвага
Багато дітей беруть участь у формі рольових ігор, відомих як «перевтілення», де вони приймають певні ролі, наприклад лікаря, і розігрують ці ролі. Іноді переконання набуває опозиційного характеру, що призводить до таких ігор, як квач.

## Розваги
Історична інсценізація практикувалася дорослими тисячоліттями. Стародавні римляни, ханьці та середньовічні європейці час від часу любили організовувати заходи, на яких кожен прикидався ними з раннього віку, і розвага, здається, була основною метою цих заходів. УХХ столітті історична інсценізація часто займалася як хобі.
Імпровізаційний театр бере свій початок від традиції Commedia dell'Arte XVI століття. Сучасний імпровізаційний театр почався в класі з «театральних ігор» Віоли Сполін і Кіта Джонстона в 1950-х роках. Віола Сполін, одна із засновниць знаменитої комедійної трупи «Друге місто», ще в 1946 році наполягала на тому, що її вправи були іграми і включали рольову гру. Вона точно оцінювала рольові ігри в театрі як репетиції та навчання актора, або гру ролі актора проти театральних ролей, але багато хто тепер використовує її ігри для розваги самі по собі.

### Рольові ігри
Рольова гра — це гра, в якій учасники беруть на себе ролі персонажів і спільно створюють історії. Учасники визначають дії своїх персонажів на основі їхніх характеристик, і дії успішні чи невдалі згідно з формальною системою правил і вказівок. У межах правил вони можуть вільно імпровізувати; їхній вибір визначає напрямок і результат гри.
Рольові ігри також можна проводити онлайн у формі створення групових історій, залучаючи від двох до кількох сотень людей, використовуючи загальнодоступні форуми, приватні дошки повідомлень, списки розсилки, чати та служби миттєвого обміну повідомленнями для створення світів і персонажів, які може тривати кілька годин або кілька років. Часто під час рольових ігор на форумі встановлюються правила та стандарти, як-от мінімальна кількість слів, застосування персонажів і дошки для створення сюжетів, щоб збільшити складність і глибину історії.
Існують різні жанри, які можна вибрати під час рольової гри, включаючи, але не обмежуючись цим, фентезі, сучасність, середньовіччя, стім-панк та історію. Книги, фільми чи ігри можуть використовуватися і часто використовуються як основа для рольових ігор (які в таких випадках можуть вважатися «спільними фанфіками»), де гравці або беруть на себе ролі усталених канонічних персонажів, або використовують ті гравці самі створюють («Оригінальних персонажів»), щоб замінити — або існувати поряд — персонажів із книги, фільму чи гри, граючи через добре відпрацьовані сюжети як альтернативні персонажі або розширюючи обстановку та історію за межами встановленого канону.

## Психологія
У психології особистість індивіда можна концептуалізувати як набір очікувань щодо себе та інших, які доповнюються рольовою грою чи виконанням ролі. Тут ця роль є вигадкою, оскільки вона не реальна, але має певну послідовність. Важливою частиною психологічного розвитку дитини є також рольова гра. Наприклад, вихідною умовою і результатом рольової гри є той випадок, коли дитина починає визначати «я» і відокремлювати себе від дорослого. Існують також експерименти, які показали, що рольові ігри призвели до зміни поведінки, наприклад, у випадку курців, які повідомили про негативне ставлення до паління після того, як їх попросили прикинутися людиною з діагнозом рак легенів.

## Навчання

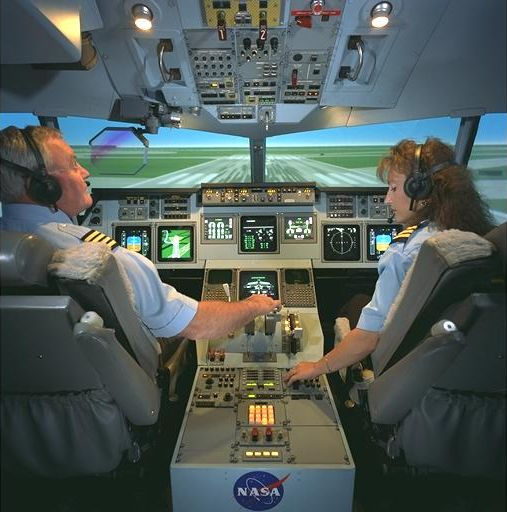
Внутрішня кабіна симулятора польоту на двох реактивних двигунах

Рольова гра також може стосуватися рольового тренінгу, коли люди репетирують ситуації, поодинці або з іншими, готуючись до майбутнього виступу та вдосконалюючи свої здібності в ролі. Деякими прикладами є симуляційна рольова гра з професійного навчання, освітні рольові ігри, медичні рольові ігри та певні військові ігри.

### Симуляція
Одним із перших застосувань комп'ютерів було моделювання реальних умов для учасників, які грали рольові польоти літаків. Авіасимулятори використовували комп'ютери для вирішення рівнянь польоту та навчання майбутніх пілотів. В армії розпочато повномасштабне моделювання рольових ігор із солдатами, які використовують комп'ютери як під час повномасштабних навчань, так і для навчання численним конкретним завданням у воєнних умовах. Приклади включають стрільбу зі зброї, симулятори транспортних засобів і макети станцій керування.

### Лікарня плюшевих ведмедиків
«Лікарня плюшевих ведмедиків» — це стратегія рольової гри, де студенти-педіатри та медичні сестри виступають «плюшевим лікарем» для дітей, які виконують роль опікуна плюшевого ведмедика або іншої м'якої іграшки, яка потребує консультації. Він використовується як для зменшення тривоги та покращення результатів лікування дітей, так і для студентів-медиків, щоб краще розуміти дітей. У десятках університетів і медичних закладів по всьому світу існують програми для лікарень для плюшевих ведмедиків.

## Метод дослідження
Рольова гра також може стосуватися техніки, яка зазвичай використовується дослідниками, які вивчають міжособистісну поведінку, призначаючи учасникам дослідження певні ролі та інструктуючи учасників діяти так, ніби певний набір умов відповідає дійсності. Ця техніка розподілу та прийняття ролей у психологічних дослідженнях має довгу історію. Його використовували в ранніх класичних соціально-психологічних експериментах Курт Левін (1939/1997), Стенлі Мілграм (1963) і Філіп Зімбардо (1971). Герберт Кельман припустив, що рольові ігри можуть бути «найперспективнішим джерелом» методів дослідження, альтернативних методам, що використовують обман (Kelman 1965).